# Ендрю Сіммс
Ендрю Сіммс - автор, аналітик і співдиректор New Weather Institute. Він є науковим співробітником Центру глобальної політичної економії в Університеті Сассекса і членом  New Economics Foundation. 
Ендрю Сіммс виступає за поняття екологічної заборгованості як ілюстрацію міри, як економіка функціонує поза межами екологічних порогових значень  і ініціював щорічне маркування того дня, коли, за підрахунками, світ перейде до "перевищення". 

## Кар'єра
Політичний економіст і еколог, Сіммс навчався в Лондонській школі економіки на ступінь магістра в галузі розвитку та міжнародної політичної економії, і написав ряд доповідей на теми: зміна клімату, глобалізація та локалізація, проблеми розвитку, заборгованість (звичайна і екологічний борг ), фінанси та банківська діяльність, корпоративна відповідальність, генна інженерія та продовольча безпека. Він ввів термін "міста-клони" для опису економічних і гомогенізуючих наслідків ланцюгових роздрібних торговців у містах. 
Ендрю Сіммс десять років працював директором з питань політики, директором з питань комунікацій, і заснував Програму зміни клімату для Фонду (Climate Change Programme for the foundation). Він є співавтором проекту «Зелений Новий курс»,  співзасновником Групи « Зелений Новий Облік»  і кліматичної кампанії onehundredmonths.org  Він був головним спікером Партії зелених у Великій Британії. 

## Публікації
Сіммс є автором кількох книг, включаючи:  
- Екологічний борг: здоров'я планети і багатство народів (Ecological Debt: The Health of the Planet & the Wealth of Nations, 2005, 2009) Pluto Press
- Тескополія: як один магазин вийшов на перше місце і чому він має значення (Tescopoly: How one shop came out on top and why it matters, 2007)
- Чи варто жити на Землі? ( Do Good Lives Have to Cost the Earth? співавтор, 2008)
- Нова економіка в співавторстві з Девідом Бойлом (The New Economics з David Boyle], 2009) Routledge
- Видатні корпорації: підйом і падіння Великої Британської Корпорації (Eminent Corporations: the Rise and Fall of the Great British Corporation, співавтор, 2010)
- Скасувати Апокаліпсис: новий шлях до процвітання (Cancel the Apocalypse: the New Path to Prosperity, 2013) Little, Brown and Company
- Двічі стук: 25 сучасних фольклорних казок (Knock Twice: 25 Modern Folk Tales for Troubling Times, 2017)